# Hindoria
Hindoria è una suddivisione dell'India, classificata come nagar panchayat, di 14.426 abitanti, situata nel distretto di Damoh, nello stato federato del Madhya Pradesh. In base al numero di abitanti la città rientra nella classe IV (da 10.000 a 19.999 persone).

## Geografia fisica
La città è situata a 23° 53' 60 N e 79° 34' 0 E e ha un'altitudine di 384 m s.l.m..

## Società

### Evoluzione demografica
Al censimento del 2001 la popolazione di Hindoria assommava a 14.426 persone, delle quali 7.476 maschi e 6.950 femmine. I bambini di età inferiore o uguale ai sei anni assommavano a 2.423, dei quali 1.219 maschi e 1.204 femmine. Infine, coloro che erano in grado di saper almeno leggere e scrivere erano 8.635, dei quali 5.340 maschi e 3.295 femmine.